# Bheemavaram
Bheemavaram là một thành phố và khu đô thị của quận West Godavari thuộc bang Andhra Pradesh, Ấn Độ.

## Nhân khẩu
Theo điều tra dân số năm 2001 của Ấn Độ, Bheemavaram có dân số 137.327 người. Phái nam chiếm 51% tổng số dân và phái nữ chiếm 49%. Bheemavaram có tỷ lệ 73% biết đọc biết viết, cao hơn tỷ lệ trung bình toàn quốc là 59,5%: tỷ lệ cho phái nam là 77%, và tỷ lệ cho phái nữ là 69%. Tại Bheemavaram, 11% dân số nhỏ hơn 6 tuổi.